# Roca del Gènesi
La roca del Gènesi (Genesis Rock en anglès) és una roca lunar de 269,4 grams que van recollir els astronautes de l'Apollo 15 James Irwin i David Scott el 1971 durant la segona activitat lunar extravehicular que van realitzar. Actualment es conserva al fons del Laboratori de Mostres Lunars de Houston, Texas, referenciada amb el número 15415.
L'anàlisi química de la roca del Gènesi indica que és una anortosita, composta principalment d'un tipus de feldespat plagiòclasi conegut amb el nom d'anortita (98 %). També conté una mínima quantitat de piroxè i traces d'ilmenita i silici. La roca es va formar durant les primeres etapes del Sistema Solar, fa pel cap baix quatre mil milions d'anys.

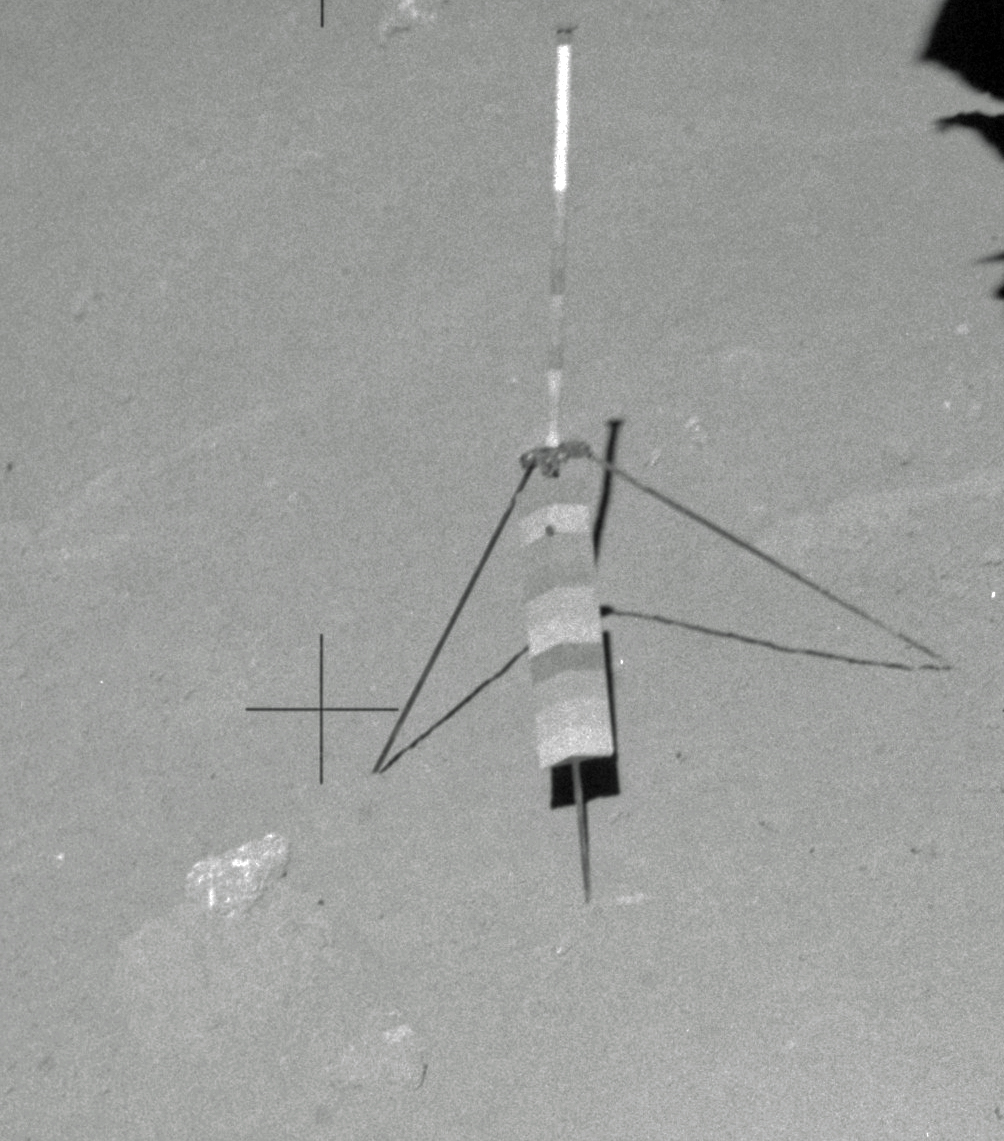
Fotografia de la roca del Gènesi in situ feta pels astronautes en el moment de prendre la mostra.

La van recollir al cràter Spur de la Lluna, a prop d'altres roques del mateix tipus. En un principi es va pensar que s'havia trobat un tros de l'escorça primordial de la Lluna, però la seva posterior anàlisi va mostrar que la roca només té 4.1 ± 0.1 milions d'anys, és a dir és més jove que la pròpia Lluna i va ser formada després que l'escorça de la Lluna se solidifiqués. Tot i així és una mostra extremadament antiga, pertanyent al període prenectarià.
Van ser els mateixos astronautes els que la van batejar amb el nom de "roca del Gèmesi" pensant que seria la mostra geològica més antiga que s'hagués trobat mai. Tanmateix posteriorment s'han trobat mostres encara més antigues; la datació de piroxens d'altres mostres d'anortosita van donar una edat de cristal·lització de samari-neodimi de 4460 milions d'anys.